# Cailleach Head
Cailleach Head är en udde i Storbritannien.   Den ligger i kommunen Highland och riksdelen Skottland, i den norra delen av landet, 800 km nordväst om huvudstaden London.
Terrängen inåt land är platt åt nordväst, men åt sydost är den kuperad. Havet är nära Cailleach Head åt nordväst.Runt Cailleach Head är det mycket glesbefolkat, med 2 invånare per kvadratkilometer. Närmaste större samhälle är Ullapool, 14,6 km öster om Cailleach Head. Trakten runt Cailleach Head består i huvudsak av gräsmarker.